# Будинок зі зміями
Будинок зі зміями та каштанами (прибутковий будинок С. Чоколової) — чотириповерховий будинок, зразок європейського модерну у Києві за адресою: Велика Житомирська вулиця, 32.
Збудований на початку XX ст. має статус пам'ятки архітектури та монументального мистецтва місцевого значення. Перебуває в аварійному стані.
Пам'ятка отримала від містян назву «будинок зі зміями та каштанами» або просто «будинок зі зміями» за скульптурні композиції з плазунами, що підтримують еркер на фасаді, та ліпні орнаменти із листя каштанів.

## Історія
Будинок споруджений у 1911—1912 роках як прибутковий на замовлення власниці ділянки С. Чоколової, що належала до відомої в Києві родини. Автором проєкту є архітектор Ігнатій Ледоховський, якого поряд із відомішим архітектором Владиславом Городецьким, вважають засновником школи київського модерну. Первісно будинок був триповерховим з горищним приміщенням над входом. Четвертий поверх надбудували після 1945 року, тоді́ ж був знищений хвилеподібний аттик.
2010 року будинок придбало ТОВ «Акваплаз», яке планувало переобладнати пам'ятку архітектури на готель, надбудувати декілька поверхів і викопати підземний паркінг. З новим власником почався занепад пам'ятки: з будівлі осипався тинк і ліпна оздоба, внутрішні приміщення не опалювалися.
За результатами проведеного обстеження стану будівлі у 2019—2020 роках був розроблений проєкт та проведені першочергові протиаварійні роботи — підсилення фундаментів та несучих конструктивних елементів будівлі. В цей же період відповідно до чинного законодавства архітектурна майстерня КАРМ ARCHE VISTA під керівництвом архітектора Артема Прощенка розробила і погодила проєкт реставрації пам'ятки.
У 2021 році розпочалася реставрація будинку за проєктом, який погодили ще у 2019 році. Буде відновлено силует головного фасаду будівлі. Останній поверх, що був прибудований в радянські часи, демонтують, і на його місці створять мансардний поверх. Будуть відновлені також і втрачені в радянський період елементи декору головного фасаду: аттик з хвилеподібним декором та фігурне декоративне завершення ризаліту, купол з бетонним рельєфом над еркером і бетонний парапет. У процесі робіт передбачено реставрацію та відновлення втрачених елементів фасадного декору та ліпних інтер'єрів.